# Ditioeritritolo
Il ditioeritritolo o DTE è un epimero del ditiotreitolo. È un forte agente riducente utilizzato in campo biochimico, in grado di rompere i ponti disolfuro sia della maggior parte delle proteine che dei composti organici, anche a temperatura ambiente.